# Hypocaccus mundus
Hypocaccus mundus är en skalbaggsart som först beskrevs av Thomas Vernon Wollaston 1864.  Hypocaccus mundus ingår i släktet Hypocaccus och familjen stumpbaggar. Inga underarter finns listade i Catalogue of Life.